# Liška nálevkovitá
Liška nálevkovitá či rourkovitá (Craterellus tubaeformis (Fr.) Quél. 1888) je jedlá stopkovýtrusná houba z čeledi liškovitých (Cantharellaceae).

## Popis

### Makroskopický

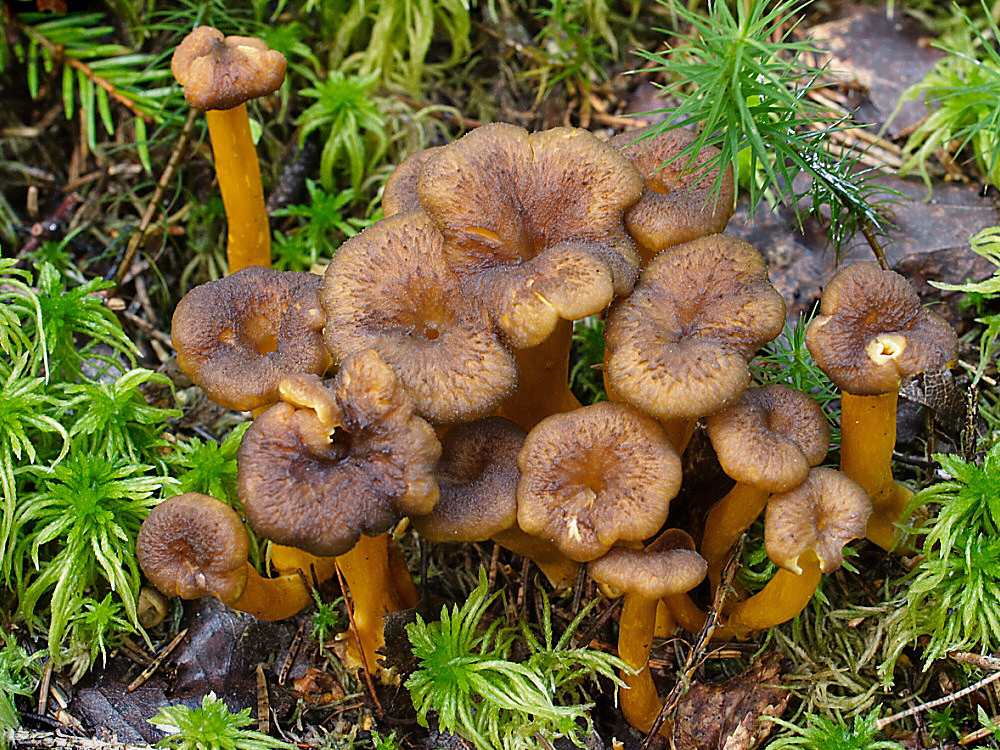
Liška nálevkovitá (Craterellus tubaeformis), mladé plodnice

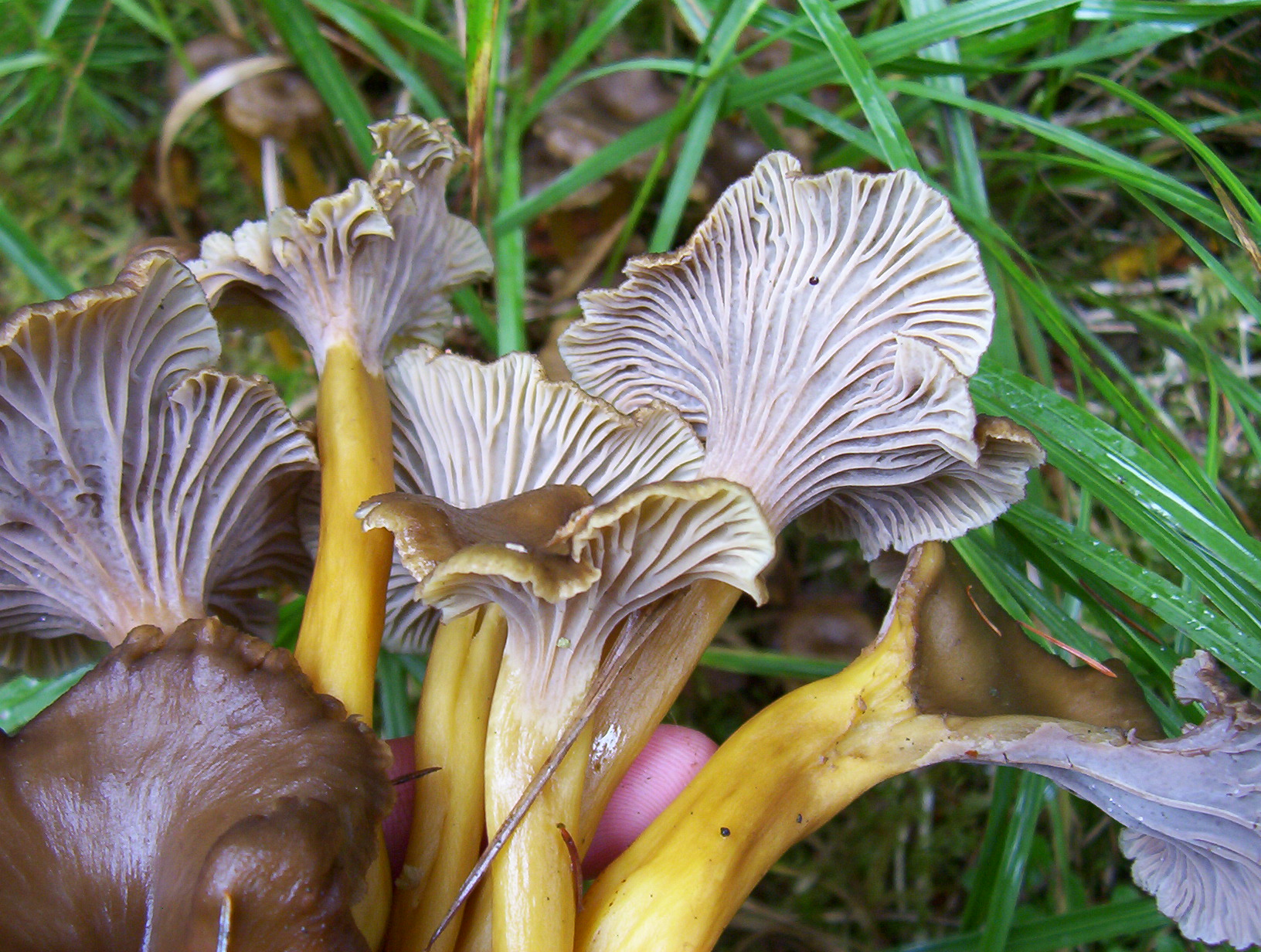
Liška nálevkovitá, detail hymenoforu

Plodnice je tenkomasá, vysoká asi 3–10 cm, rozdělená na klobouk a třeň
Klobouk je zhruba okrouhlého tvaru; v průměru je široký 1–6 cm. Okraje klobouku jsou v mládí podvinuté, později většinou dolů ohrnuté, často poněkud zprohýbané. Směrem do středu se klobouk výrazně nálevkovitě prohlubuje, přičemž tato úzká prohlubeň zasahuje až do úrovně třeně. Klobouk je svrchu okrově hnědý až tmavohnědý, na okrajích často světlejší, žlutavý. Spodní strana klobouku je pokryta hymenoforem tvořeným zřetelnými tlustými, místy větvenými lištami výrazně na třeň sbíhajícími.
Třeň je až 6 cm dlouhý, poměrně tenký (0,5–1 cm), dutý, často bočně zploštělý, zbarvený žlutavě, žlutooranžově až okrově.
Dužnina je v celé plodnici dosti tenká, nažloutlá, chuti i vůně nevýrazné.

### Mikroskopický
Výtrusy jsou 9–10 × 7–8 μm velké, bezbarvé, tvaru široce elipsoidního. Výtrusný prach má bílou barvu. 

## Výskyt

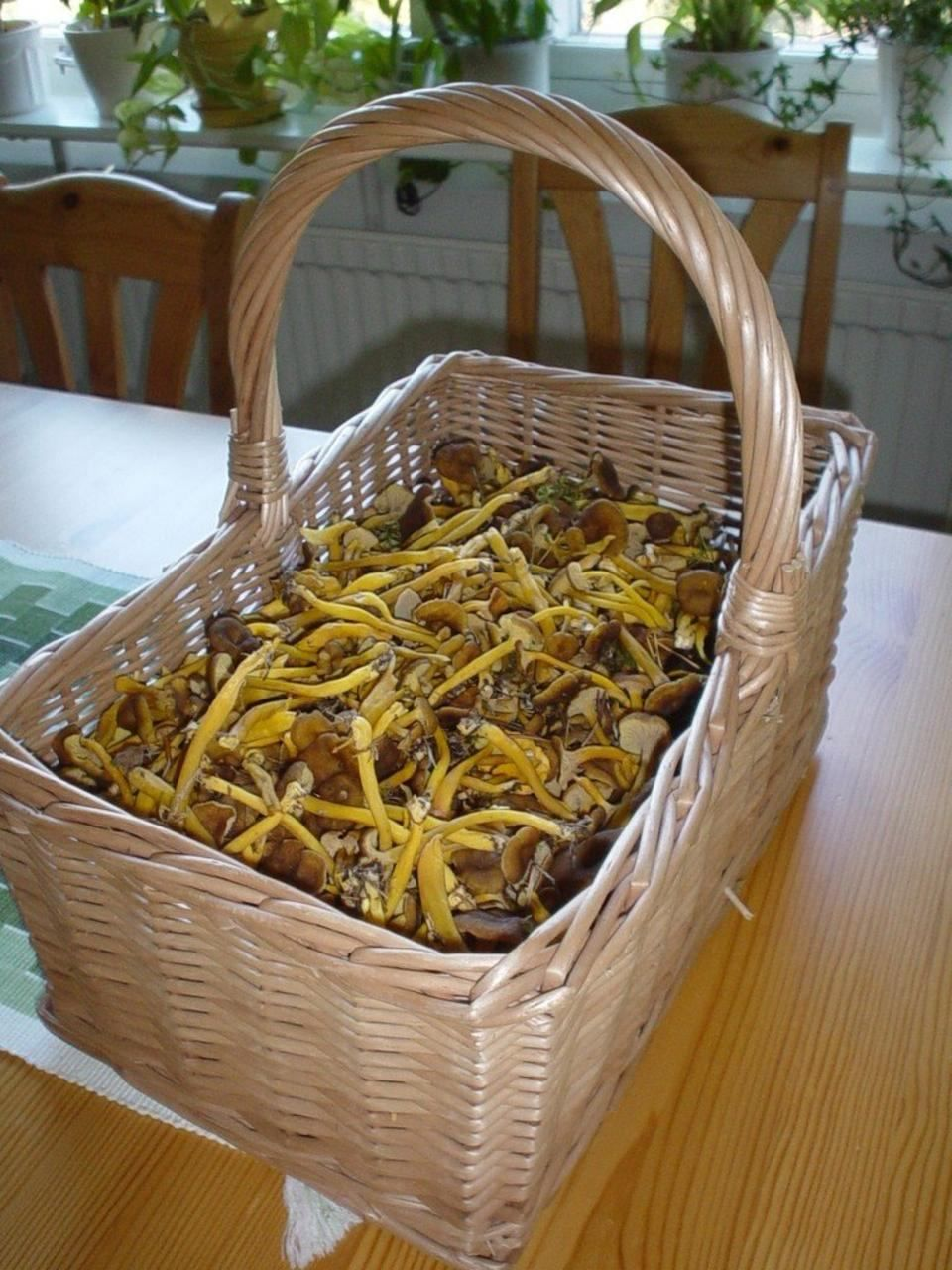
Sběr lišek nálevkovitých

Liška nálevkovitá roste v létě a především na podzim, často v trsech a velkých skupinách, a to místy velice hojně. Vyskytuje se v jehličnatých i listnatých lesích, zejména však ve vlhkých smrčinách na kyselých půdách. Jde o mykorrhizní druh houby.

## Použití
Liška nálevkovitá je jedlá, ceněná zejména pro svůj často bohatý výskyt. V některých státech, např. v Rakousku, bývá prodávána na trzích.

## Podobné druhy
Lišku nálevkovitou částečně připomíná několik blízce příbuzných druhů:
- Liška žlutavá (Craterellus lutescens) se lišce nálevkovité velice podobá. Odlišuje se ale především jasněji žlutooranžovým hymenoforem, který není zřetelně lištnatý, nýbrž pouze vrásčitý či jemně žilkovaný. Její vůně je ovocná.[1] Jedná se o vzácný jedlý druh horských jehličnatých lesů.
- Liška šedá (Cantharellus cinereus) je tvarově značně podobná vzácná jedlá houba listnatých lesů, která je ale zbarvena popelavě šedě až šedočerně.
- Liška obecná (Cantharellus cibarius) má podstatně masitější a nikoli hluboce nálevkovitou plodnici, která je celá žlutě zbarvena.
- Stroček kadeřavý (Pseudocraterellus undulatus) se liší silně zprohýbaným kloboukem, šedohnědým třeněm a hymenoforem, který je u stročku kadeřavého pouze vrásčitý, nikoli lištnatý. Jedná se o jedlou, nehojnou houbu.
- Stroček trubkovitý (Craterellus cornucopioides) není na rozdíl od lišky nálevkovité rozdělen na klobouk a třeň, jeho zcela dutá plodnice má trychtýřovitý či kornoutovitý tvar s ohrnutým horním okrajem. Celá plodnice je šedočerně zbarvena. Též zřetelný lištnatný hymenofor chybí. Je to chutný jedlý, široce ke sběru vyhledávaný druh, rostoucí hojně v bučinách.

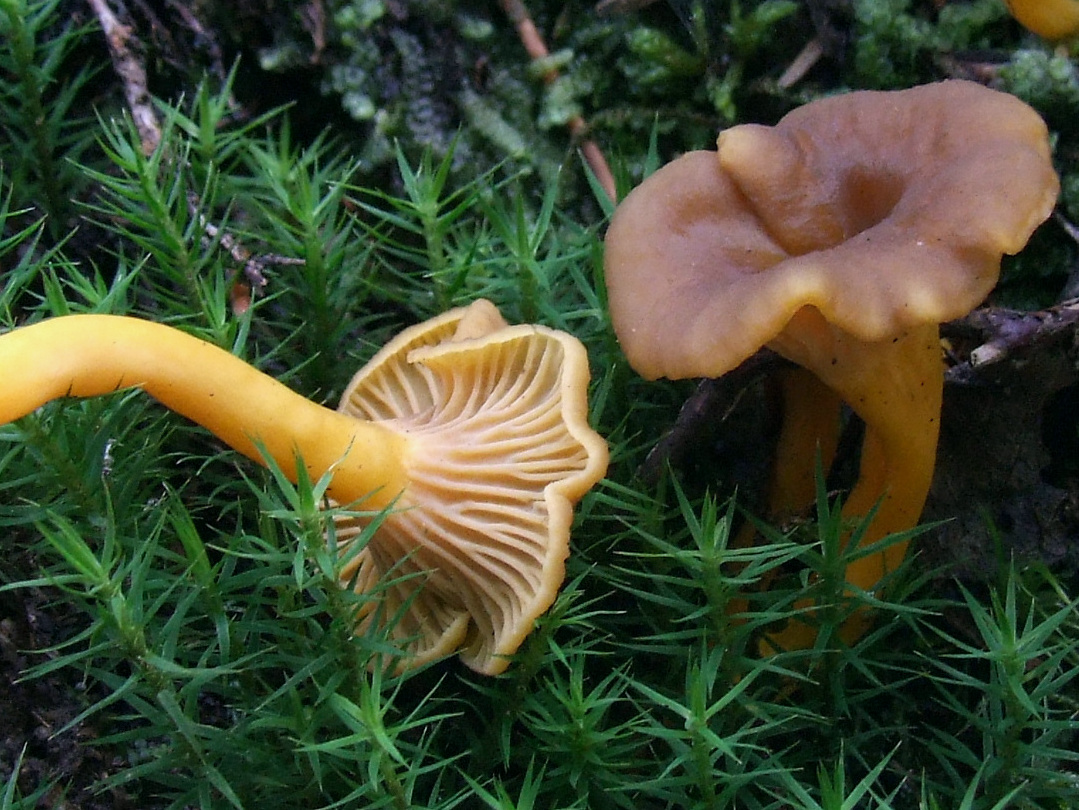
Liška nálevkovitá (Craterellus tubaeformis)
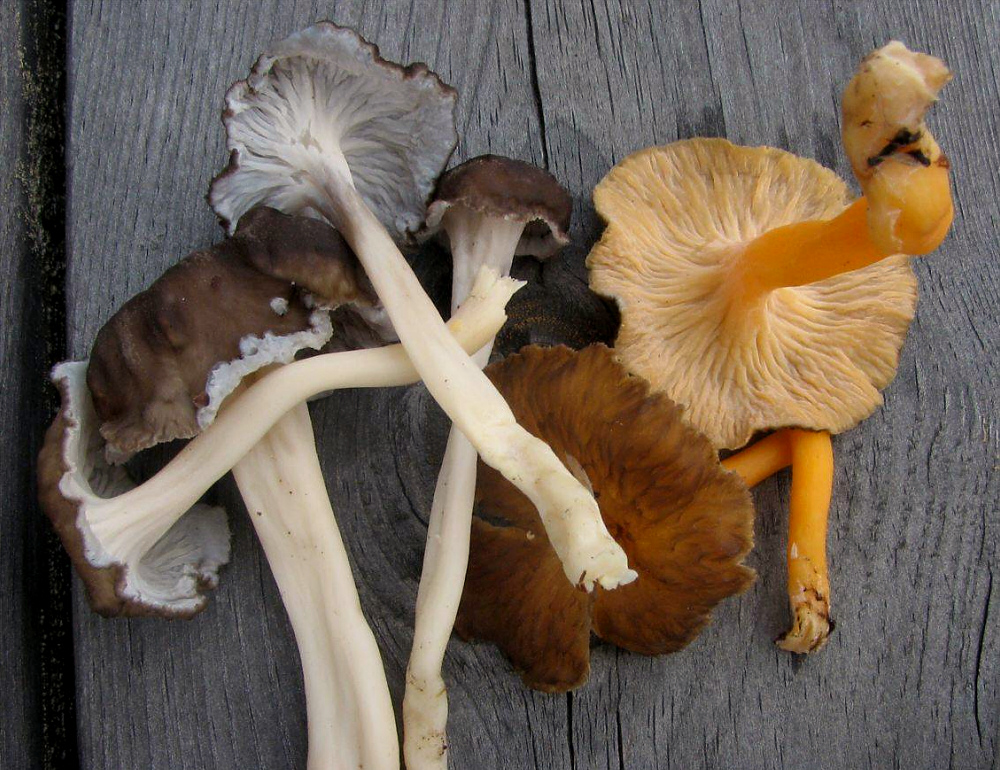
Liška žlutavá (Craterellus lutescens), vlevo albinoidní forma
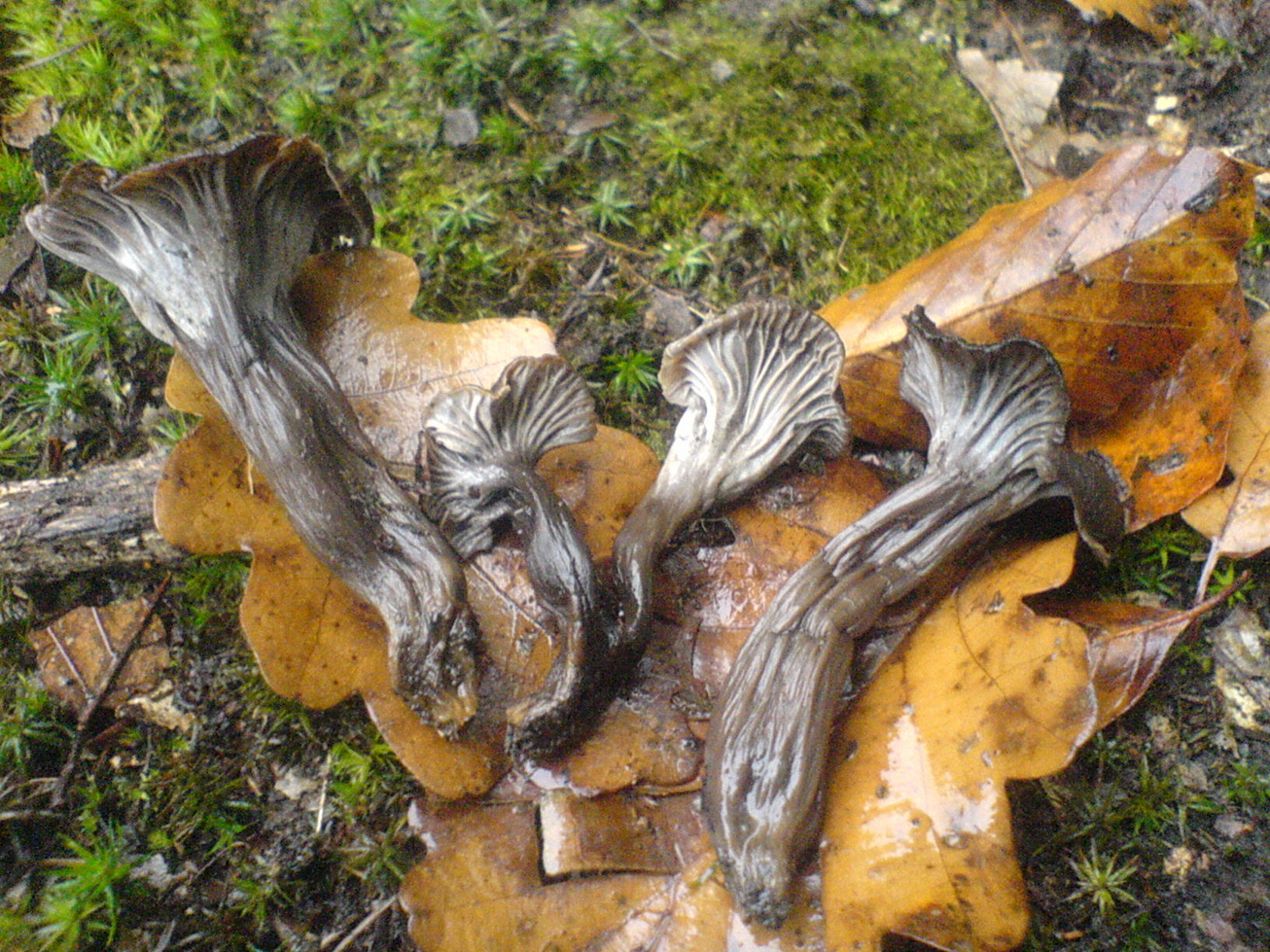
Liška šedá (Cantharellus cinereus)
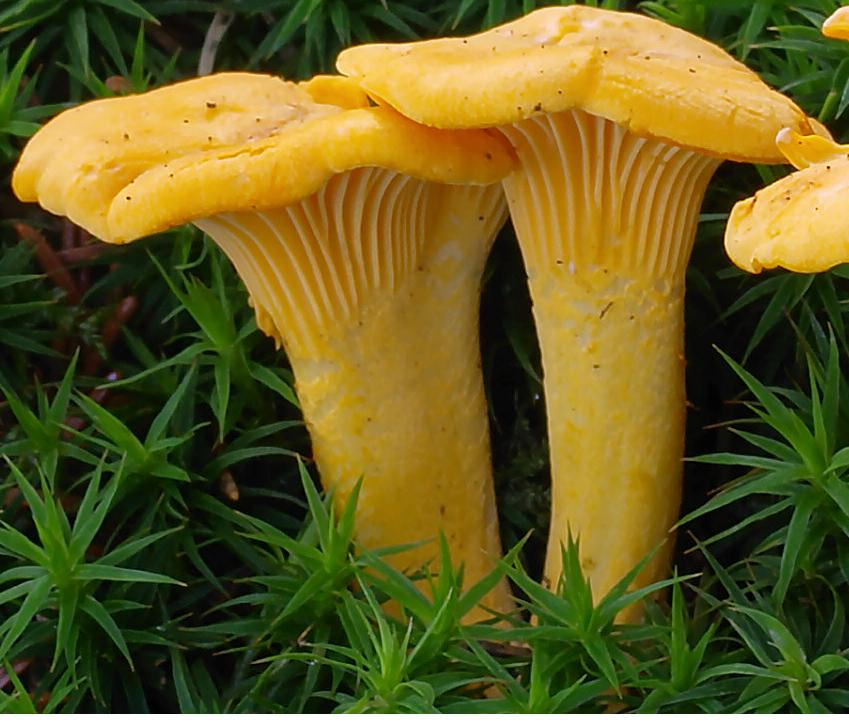
Liška obecná (Cantharellus cibarius)
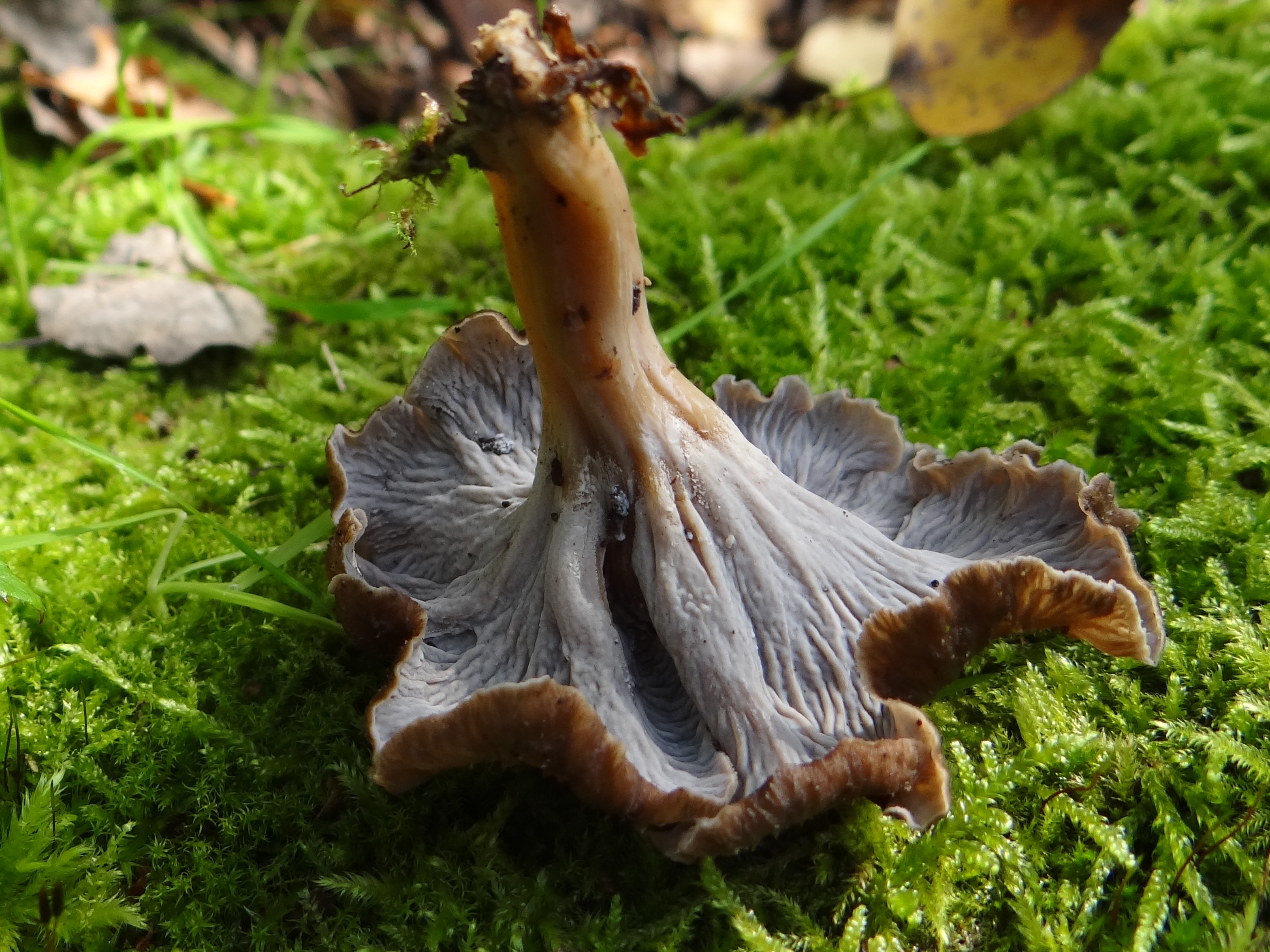
Stroček kadeřavý (Pseudocraterellus undulatus)
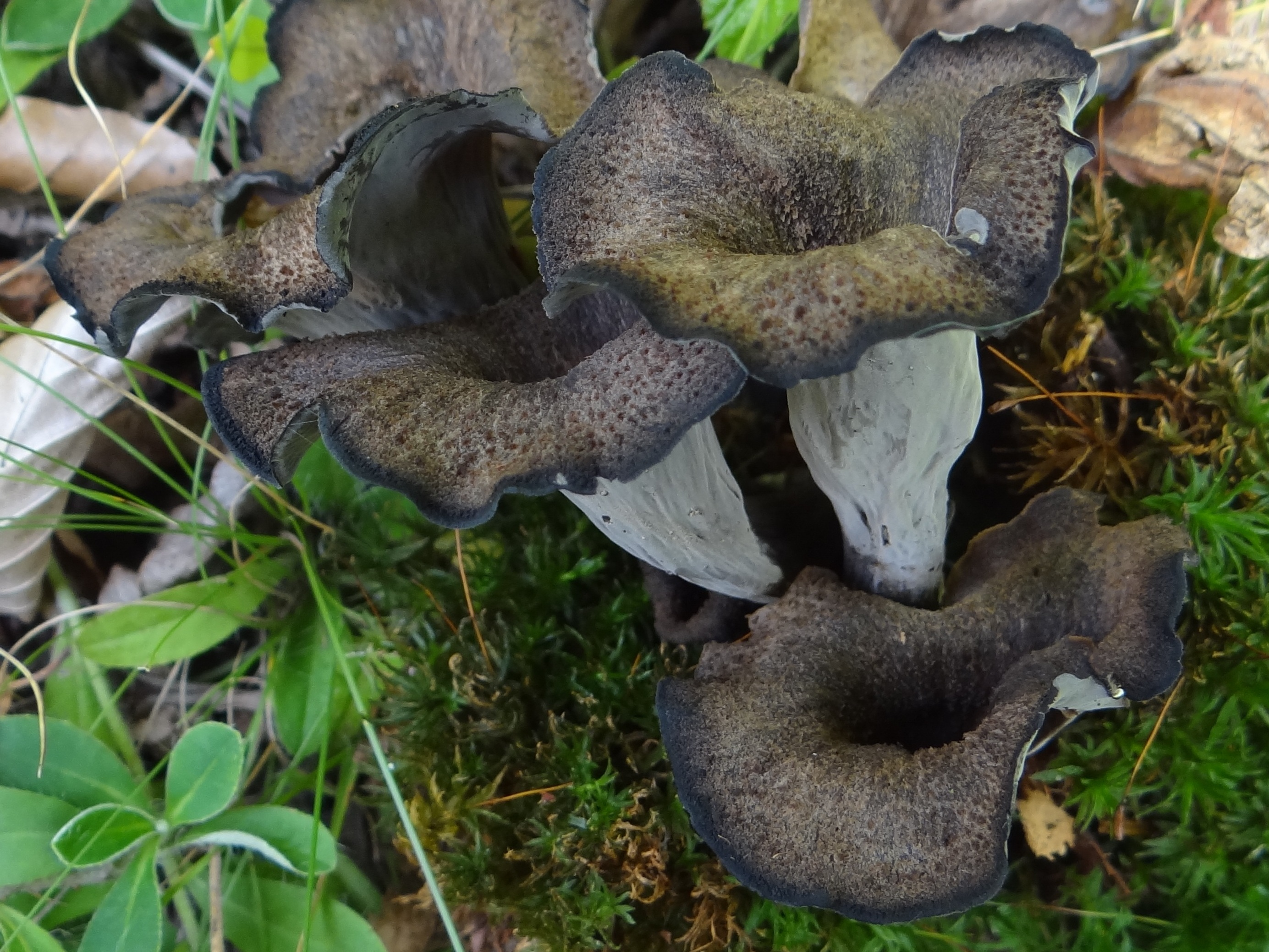
Stroček trubkovitý (Craterellus cornucopioides)